# Nikolaï Bernstein
Nikolaï Aleksandrovtich Bernstein (en russe : Никола́й Алекса́ндрович Бернште́йн), né le 5 novembre 1896 à Moscou et mort le 16 janvier 1966 dans la même ville, est un neurophysiologiste soviétique, pionnier des dispositifs de suivi des mouvements et du traitement des informations obtenues grâce à ces dispositifs. Il est aussi l'un des premiers psychologues à suggérer que le comportement est génératif, constructif et non réactif. Il est né et mort à Moscou.

## Biographie
Nikolaï Bernstein obtient son diplôme d'études secondaires en 1913. Il s'intéressait aux langues et à la philosophie et voulait devenir linguiste. Il s'est donc inscrit à l'université de Moscou pour étudier l'histoire et la philologie. Cependant, lorsque la Première Guerre mondiale éclate à l'été 1914, la famille Bernstein ressent rapidement le besoin de contribuer à l'effort collectif de leur pays en ces temps difficiles. Nikolaï emprunte ensuite une voie alternative dans son cursus et commence à fréquenter la faculté de médecine où il obtient son diplôme en médecine en 1919. Nikolaï est ensuite enrôlé dans l'Armée rouge en tant que médecin. Après la fin de son service en 1921, son père, qui était également médecin, l'aide à trouver un poste à la clinique psychiatrique Gilyarovsky, ensuite il reprend le cabinet de son père à la mort de ce dernier.

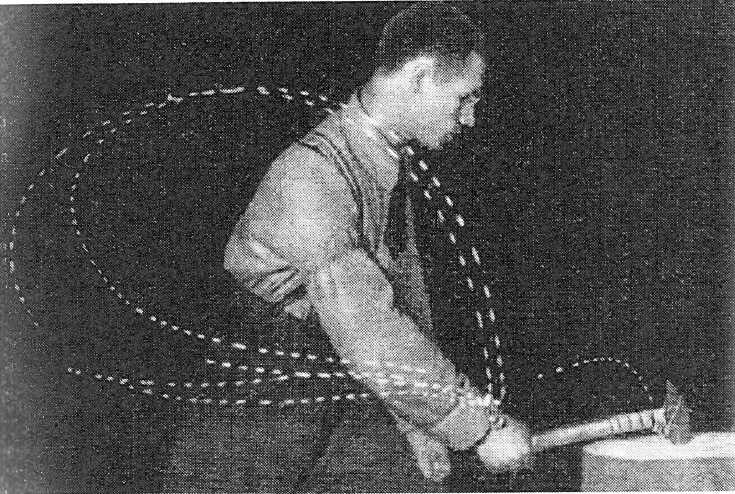
Un cyclogramme de coupe de métal avec un burin et un marteau. Alekseï Gastev dans le laboratoire de l'Institut central du travail de Moscou

Son premier travail scientifique remonte à 1922, lorsqu'il est invité, avec d'autres chercheurs, à étudier le mouvement pendant le travail manuel à l'Institut central du travail de Moscou. L'objectif de l'étude était d'optimiser la productivité, et l'analyse de Bernstein s'est concentrée sur la coupe du métal avec des ciseaux. Il a utilisé des techniques cyclographiques pour suivre le mouvement humain, une technique qu'il continuera à utiliser pour plusieurs de ses expériences. Ses recherches ont montré que la plupart des mouvements, comme frapper un ciseau avec un marteau, sont composés de mouvements plus petits. N'importe lequel de ces petits mouvements, s'il est modifié, affecte le mouvement dans son ensemble.
En 1926, Bernstein commence une série d'expériences afin d'examiner la marche humaine. À l'origine, ces travaux devaient aider à l'ingénierie des passerelles piétonnes. Il a observé et étudié le développement de la marche à mesure que les humains mûrissaient et vieillissaient, et il a également examiné les démarches de ceux qui avaient des lésions cérébrales.
En 1935, il obtient un doctorat en sciences sans soumettre de mémoire de thèse. Il a également été l'un des premiers membres de l'Académie des sciences médicales de l'URSS, fondée en 1944. En 1948, il reçoit le prix Staline pour la science.
Depuis qu'il a fait ses recherches derrière le rideau de fer de l'URSS, ses idées n'ont été connues des scientifiques occidentaux que dans les années 1960, lorsque son livre fondateur, La coordination et la régulation des mouvements, a été traduit en anglais à partir du russe.

## Travaux
Bernstein a été l'un des pionniers dans le domaine du contrôle moteur et de l'apprentissage moteur en inventant des dispositifs originaux qui suivent le mouvement des personnes avec et sans expérience dans les actions. Le domaine du contrôle moteur étudie essentiellement la manière dont le système nerveux central (SNC) contrôle la posture et le mouvement. Comprendre comment les humains planifient et contrôlent le mouvement est un défi majeur en raison du grand nombre d'articulations qui fournissent au système musculo-squelettique humain de nombreux degrés de liberté cinématiques. Étant donné que l'objectif de la plupart des tâches de mouvement, comme le déplacement d'une main vers une cible, est défini en termes d'un nombre beaucoup plus petit de degrés de liberté cinématiques, il peut être atteint d'un nombre infini de façons différentes (également appelées « problème de cinématique inverse »). De plus, le nombre de muscles agissant sur une articulation dépasse généralement le nombre de degrés de liberté cinématiques de cette articulation. En conséquence, un mouvement donné peut être réalisé avec un nombre infini de schémas d'activation musculaire (également appelé « problème de dynamique inverse »). Même si un objectif peut être atteint d'un nombre infini de façons, de nombreuses études ont révélé des modèles très cohérents et stéréotypés de cinématique et d'activation musculaire. De toute évidence, le système nerveux central (SNC) est capable de contrôler adéquatement les nombreux degrés de liberté. Cette question de savoir comment le SNC est capable de contrôler de manière adéquate les nombreux degrés de liberté du système musculo-squelettique a été abordée pour la première fois par Bernstein  et est maintenant connue sous le nom de « problème de Bernstein » (bien que distinct du problème de Bernstein en mathématiques).
Bernstein a suggéré que le SNC est capable de « geler fonctionnellement les degrés de liberté. » Par analogie, contrôler indépendamment les quatre roues d'une voiture est très difficile. Pourtant, en fixant fonctionnellement les degrés de liberté (les deux roues arrière ne sont autorisées à tourner qu'autour d'un axe horizontal commun, et les deux roues avant sont également autorisées à tourner en parallèle autour d'un axe longitudinal, contrôlé par le volant), une voiture devient beaucoup plus facile à contrôler. Bernstein a aussi accompli un travail majeur sur l'apprentissage moteur, créant des modèles pour les étapes de l'apprentissage. Ses travaux dans les années 1950 et 1960 étaient remarquablement perspicaces et sont toujours valables et respectés de nos jours.
Bernstein est également célèbre pour avoir dit qu'« aucune des actions ne se répète mais chaque action est reconstruite; c'est juste une question de niveau qui régule cette construction. » Il a proposé une théorie des «niveaux de contrôle sur la construction de l'action» qui a ensuite été reprise dans les niveaux de contrôle en psychologie cognitive.
Il a probablement été très influencé par les travaux du neurologue britannique John Hughlings Jackson, qui postulait une organisation hiérarchique du système nerveux.
Les travaux de Bernstein ont ouvert une nouvelle discipline appelée kinésiologie : celle-ci étudie la structure et les mécanismes du mouvement. Le kinésiologue américain Karl Newell est l'un des nombreux à être fortement influencé par Bernstein. Newell (1986) a classé les contraintes en trois groupes principaux : les contraintes individuelles (structurelles ou fonctionnelles), les tâches et les contraintes environnementales.
Bernstein a également inventé le terme biomécanique, l'étude du mouvement par l'application des lois de la mécanique.

## Ouvrages

### En russe
- Obshchaya Biomekhanika, "Biomécanique générale" (1926) [4]
- Biomekhanika dlya Instruktorov, "Biomécanique pour les instructeurs" (Moscou, 1926) [4]
- O Poestroenii Dvizhenni, "Sur la construction des mouvements" (1947) [4],[5]
- Ocherki po Fiziologii Dvizheniy i Fiziologii Aktivnosti, "Essais sur la physiologie des mouvements et la physiologie de l'activité" (1966) [6]
- O Lovkosti i ee Razvitii, "Sur la dextérité et son développement" (1991) [4]
- Sovremennye Iskaniia v Fiziologii Nervnogo Protessesa, "Enquêtes contemporaines sur la physiologie du processus nerveux" (Moscou, 2003) [7]

### Traductions en anglais
- La Coordination et la régulation des mouvements, Pergamon Press (Oxford, 1967) [8]
- Dexterity and Its Development, Lawrence Erlbaum Associates (1996), republié par Psychology Press (2009), Routledge (Oxford et New York, 2016)
- Biomécanique pour instructeurs, Springer (Suisse, 2020)
- Bernstein's Construction of Movements: Original Text and Commentaries, Routledge (New York et Abingdon, 2020)

### Traductions allemandes
- Bewegungsphysiologie, "Physiologie du mouvement" (Leipzig, 1982)
- Die Entwicklung der Bewegungsfertigkeiten, "Le développement des habiletés motrices", chapitre 8 de O Poestroenii Dvizhenni (Leipzig, 1996) [9]

## Lectures complémentaires
- Latash, Mark L. (éd.) Progrès dans le contrôle moteur : les traditions de Bernstein dans les études du mouvement, vol. 1
- Joseph M. Feigenberg. Nikolaï Bernstein : du réflexe au modèle du futur . Trad. : Julia Linkova. Éd. : Eberhard Loosch ; Véra Talis. ( http://www.lit-verlag.de/isbn/3-643-90583-3 )
- Irina Sirotkina, Elena Biryukova. Futurisme en physiologie : Nikolai Bernstein, anticipation et imagination kinesthésique
- Irina Sirotkina. Ad Marginem : L'histoire controversée du livre de Nikolai Bernstein, enquêtes contemporaines sur la physiologie du processus nerveux
- Irina Sirotkina. L'art et la science du mouvement en France et en Russie
- Vera Talis. Nouvelles pages dans la biographie de Nikolai Alexandrovich Bernstein